# Río Willamette
El río Willamette  (del inglés: Willamette River) es un río del noroeste de Estados Unidos que fluye en dirección norte por el estado de Oregón hasta desaguar en el río Columbia, en la ciudad de Portland. Tiene una longitud de 301 km.
Fluye hacia el norte encajonado entre las estribaciones del Coastal Range y Cascade Range, el río y sus tributarios forman la cuenca hidrográfica denominada Willamette Valley en la que vive el 70% de la población de Oregón, incluyendo su mayor ciudad Portland, que se encuentra a lo largo de ambos lados del río cerca de su desembocadura en el Columbia. Su productivo valle está alimentado por las prolíficas precipitaciones en el lado occidental de las cascadas, formando una de las regiones agrícolas más fértiles de Norteamérica que fue el destino soñado para muchos, si no la mayoría, de los emigrantes a lo largo de la ruta de Oregón. El río fue una ruta de transporte muy importante durante gran parte de la historia temprana del estado, siendo el medio de transporte del gran volumen de la madera que se obtenía en su cuenca y de los recursos agrícolas del estado al mundo exterior. 
Partes de la ribera del río (Willamette Floodplain) fue establecida como un National Natural Landmark en 1987.
El 11 de septiembre de 1997 el presidente Bill Clinton designó este río como uno de los catorce que integran el sistema de ríos del patrimonio estadounidense.

## Descripción
El río Willamette surge de tres afluentes diferentes que fluyen de las montañas del sur y del sureste de Eugene, en el extremo meridional del valle de Willamette. Los afluentes medio y norte del río Willamette surgen en el lado occidental de las « Cascades » entre Three Sisters al sur de Diamond Peak, con el afluente medio que recibe caudal del noroeste de Oakridge y fluye al noroeste a través de las montañas del extremo meridional del valle de Willamette. El afluente de las estribaciones costeras del río Willamette se origina en la zona sur de las montañas de Cottage Grove, y fluye hacia el norte para desembocar en el afluente medio a 2 millas (3.2 kilómetros) al sureste de Eugene.